# Secret Story - Casa dos Segredos (6.ª edição)
Secret Story - Casa dos Segredos 6 foi a sexta edição do reality show português Secret Story - Casa dos Segredos. Mais uma vez, a apresentação foi realizada por Teresa Guilherme.
As inscrições iniciaram dia 21 de Maio de 2016 e a primeira gala estreou a 11 de Setembro de 2016. Finalizou na passagem de ano de 31 de Dezembro para 1 de Janeiro de  2017.

## Casa
A casa do Secret Story - Casa dos Segredos 6 é localizada na Venda do Pinheiro, concelho de Mafra, mais especificamente na aldeia da Asseiceira Grande. Esta 6.ª edição traz, pela primeira vez, uma casa principal completamente remodelada assim como um estúdio igualmente remodelado e mais moderno. 
A casa remodelada conta apenas com um quarto grande, ao contrário das edições anteriores, um novo quarto de vestir, uma Sala do Tempo e uma segunda "Casa de Vidro", mais pequena que a primeira, foi também construída separadamente da principal.
- Divisões secretas da Casa dos Segredos 6: 
- Restaurante com vista para Paris - Restaurante secreto usado para jantares a dois, com uma janela que exibe uma paisagem da cidade de Paris.
- Sala do Tempo -  Sala utilizada pela primeira vez na 3.ª gala.
- Sala do Puzzle -  Nesta sala, os concorrentes têm a oportunidade de desvendar pistas apresentadas sobre os segredos.
- Sala dos Espelhos -  Sala onde são colocados dilemas aos concorrentes.
- Quarto Secreto -  Quarto onde os concorrentes podem passar uma ou mais noites isolados dos outros residentes.

## Emissão
| Programa           | Emissão          | Apresentação                                         |
| ------------------ | ---------------- | ---------------------------------------------------- |
| Gala de expulsão   | Domingo          | Teresa Guilherme                                     |
| Nomeações          | Terça            | Teresa Guilherme                                     |
| Diário da Tarde    | Segunda a Sexta  | Blocos de imagem                                     |
| Extra              | Segunda a Quinta | Isabel Silva                                         |
| Extra com tertúlia | Sexta            | Marta Cardoso                                        |
| Comentadores       | Quarta           | Eliane Tchissola                                     |
| Comentadores       | Sexta            | Dr. Quintino Aires, Pimpinha Jardim e Flávio Furtado |
| Compacto           | Sábados          | (apenas imagem, sem apresentador)                    |
| TVI Reality        | 24h por dia      | (apenas imagem, sem apresentador)                    |

## Concorrentes e residentes

### Amor
Amor Romeira Medina tem 27 anos e é espanhola. Filha de mãe espanhola e pai português, visita várias vezes Portugal para ver a sua família. Ficou conhecida após ter participado no Gran Hermano espanhol na sua 9.ª temporada, onde foi a primeira concorrente a ser eliminada. Lançou um single iniciando a sua carreira musical. Entrou como residente para a Casa de Vidro no dia 50 enquanto decorria durante a semana a votação do público para ser ou não aceite como concorrente. Obteve 90% de votos favoráveis para participar como concorrente no dia 57. Não pode carregar no botão dos segredos (excepto no de Joel) nem revelar informações do exterior sobre o programa.
- Segredo: "Sou uma mulher transexual"

### Ana
Ana Carolina tem 22 anos e vem da Maia. Nasceu no Brasil e veio para Portugal com 12 anos porque a sua mãe casou com um português. Entrou na Casa principal no dia 1.
- Segredo: "Sou viciada em cirurgias estéticas"

### André
André Silva tem 25 anos e vem de Almada. Entrou na Casa principal no dia 1. Foi eliminado no dia 15. 
- Segredo: "Fui raptado pelo meu pai"

### Bruno
Bruno Pereira tem 28 anos e vem de Vila Franca de Xira. Entrou na Casa principal no dia 1.
- Segredo: "Casámos na gala de estreia da Casa dos Segredos 6" (com Christina)

### Carla
Carla Silva tem 25 anos (completou 26 anos na Casa) e vem da Ilha de São Miguel. Entrou na Casa principal no dia 1.
- Segredo: "Tenho uma doença neurológica incapacitante"

### Catarina
Catarina Silva tem 23 anos e vem de Matosinhos. Entrou na Casa principal no dia 1. Foi eliminada no dia 8. 
- Segredo: "Atropelei a minha mãe e ela não sabe".

### Cláudio
Cláudio Coelho tem 29 anos e vem do Porto. Entrou na Casa principal no dia 1.
- Segredo: "Dormi no quarto do Cristiano Ronaldo"

### Cláudio A.
Claúdio Alegre tem 24 anos e vem de Quarteira. Entrou na Casa principal no dia 1.
- Segredo: "Somos um casal" (com Cristiana)

### Christina
Christina da Silva tem 27 anos, nasceu no Canadá e vive nos Açores. Entrou na Casa principal no dia 1.
- Segredo: "Casámos na gala de estreia da Casa dos Segredos 6" (com Bruno)

### Cristiana
Cristiana Jesus tem 21 anos e vem de Albufeira. Entrou na Casa principal no dia 1.
- Segredo: "Somos um casal" (com Cláudio A.)

### Daniela
Daniela tem 26 anos e vem de Vila Nova de Gaia. Foi apresentada como possível concorrente na gala de estreia com o namorado Márcio com o segredo "Somos um casal" mas foi rejeitada pela Voz. Reentrou como residente para a Casa de Vidro no dia 57 enquanto decorria durante a semana a votação do público para ser ou não aceite como concorrente. Obteve 54% de votos favoráveis para participar como concorrente no dia 64. Não pode carregar no botão dos segredos nem revelar informações do exterior sobre o programa.
- Segredo: "Ficámos à porta da Casa dos Segredos" (com Márcio)

### Diogo
Diogo Luís tem 25 anos e vem de Cascais. Entrou na Casa principal no dia 1.
- Segredo: "Nunca conheci o meu pai e estou à procura dele"

### Diogo S.
Diogo Semedo tem 19 anos e vem de Elvas. Entrou na Casa principal no dia 1.
- Segredo: "Sou campeão nacional de atletismo"

### Fábio
Fábio Almeida tem 22 anos, nasceu nos Açores e vive em Paio Pires. Entrou na Casa principal no dia 1.
- Segredo: "Participei num exorcismo"

### Helena
Helena Isabel tem 29 anos, nasceu em Ferreira do Alentejo e vive em Lisboa. Entrou na Casa de Vidro no dia 1.
- Segredo: "Não consigo atravessar a Ponte 25 de Abril"

### Joel
Joel Matias tem 27 anos e é cantor. É natural de Aveiro e emigrante em Neuchatel, Suíça. Entrou como residente para a Casa de Vidro no dia 50 enquanto decorria durante a semana a votação do público para ser ou não aceite como concorrente. Obteve 96% de votos favoráveis para participar como concorrente no dia 57. Não pode carregar no botão dos segredos (excepto no de Amor) nem revelar informações do exterior sobre o programa.
- Segredo: "Fui vítima de carjacking"

### Kika
Kika Gomes tem 22 anos e vem da Amadora. Entrou na Casa principal no dia 1.
- Segredo: "Sofro de Ictiofobia"

### Luís
Luís Almeida tem 20 anos e vem do Estoril. Entrou na Casa principal no dia 1.
- Segredo: "Sou o elo de ligação entre todos os concorrentes" (Luís mascarado e sob um disfarce preto, entregou a todos os concorrentes antes de entrarem na Casa, um envelope com a confirmação que seriam concorrentes da Casa dos Segredos 6)

### Márcio
Márcio tem 25 anos e vem de Vila Nova de Gaia. Foi apresentado como possível concorrente na gala de estreia com a namorada Daniela com o segredo "Somos um casal" mas foi rejeitado pela Voz. Reentrou como residente para a Casa de Vidro no dia 57 enquanto decorria durante a semana a votação do público para ser ou não aceite como concorrente. Obteve 59% de votos favoráveis para participar como concorrente no dia 64. Não pode carregar no botão dos segredos nem revelar informações do exterior sobre o programa.
- Segredo: "Ficámos à porta da Casa dos Segredos" (com Daniela)

### Mariana
Mariana Almeida (Mia) tem 32 anos e vem da Suíça. Entrou na Casa principal no dia 1.
- Segredo: "Foi-me diagnosticado cancro aos 18 anos"

### Nuno
Nuno Jesus tem 30 anos e vem de Vila Nova de Gaia. Entrou na Casa principal no dia 1.
- Segredo: "33200 pessoas permitiram a minha entrada na Casa" (votação expressa realizada no próprio dia via aplicação internet exclusiva do programa)

### Paulo
Paulo Teixeira tem 28 anos e vem de Marco de Canaveses. Entrou na Casa de Vidro no dia 1.
- Segredo: "Desempenho um cargo politico"

### Rita
Rita Rosendo tem 27 anos e vive em Lisboa. Entrou na Casa principal no dia 1.
- Segredo: "Levei o meu amante ao meu casamento"

### Tucha
Tucha Anita tem 27 anos, nasceu em Angola e vive em Lisboa. Entrou na Casa principal no dia 1.
- Segredo: ""Participei num Reality Show""

### Vanessa
Vanessa Monteiro tem 20 anos e vem de Paris. Entrou na Casa principal no dia 1, mas nesse dia foi escolhida por Helena e Paulo para mudar para a Casa de Vidro. Foi expulsa pela "Voz" no dia 15 por ter revelado o seu segredo a outros concorrentes.
- Segredo: "Nasci "Bebé Sereia"

## Entradas e saídas
| Classificação | Classificação | Classificação        | Classificação          | Classificação          | Classificação | Classificação |
| #             | Concorrente   | Origem               | Entrada                | Saída                  | Nomeações     | Total votos   |
| ------------- | ------------- | -------------------- | ---------------------- | ---------------------- | ------------- | ------------- |
| 1             | Helena        | Ferreira do Alentejo | 11 de Setembro de 2016 | 1 de Janeiro de 2017   | 7             | 4             |
| 2             | Diogo S.      | Elvas                | 11 de Setembro de 2016 | 1 de Janeiro de 2017   | 2             | 2             |
| 3             | Carla         | Ilha de São Miguel   | 11 de Setembro de 2016 | 1 de Janeiro de 2017   | 3             | 3             |
| 4             | Cláudio A.    | Quarteira            | 11 de Setembro de 2016 | 1 de Janeiro de 2017   | 3             | 2             |
| 5             | Tucha         | Angola               | 11 de Setembro de 2016 | 1 de Janeiro de 2017   | 3             | 4             |
| 6             | Diogo         | Cascais              | 11 de Setembro de 2016 | 27 de Dezembro de 2016 | 9             | 5             |
| 7             | Amor          | Espanha              | 6 de Novembro de 2016  | 23 de Dezembro de 2016 | 4             | 5             |
| 8             | Cristiana     | Albufeira            | 11 de Setembro de 2016 | 18 de Dezembro de 2016 | 2             | 4             |
| 9             | Joel          | Suíça                | 6 de Novembro de 2016  | 11 de Dezembro de 2016 | 4             | 10            |
| 10            | Márcio        | Vila Nova de Gaia    | 13 de Novembro de 2016 | 4 de Dezembro de 2016  | 2             | 7             |
| 11            | Ana           | Brasil               | 11 de Setembro de 2016 | 27 de Novembro de 2016 | 3             | 7             |
| 12            | Daniela       | Vila Nova de Gaia    | 13 de Novembro de 2016 | 20 de Novembro de 2016 | 1             | 4             |
| 13            | Bruno         | Vila Franca de Xira  | 11 de Setembro de 2016 | 13 de Novembro de 2016 | 3             | 6             |
| 14            | Nuno          | Vila Nova de Gaia    | 11 de Setembro de 2016 | 6 de Novembro de 2016  | 1             | 4             |
| 15            | Christina     | Canadá               | 11 de Setembro de 2016 | 30 de Outubro de 2016  | 3             | 6             |
| 16            | Mariana       | Suíça                | 11 de Setembro de 2016 | 23 de Outubro de 2016  | 3             | 4             |
| 18            | Rita          | Lisboa               | 11 de Setembro de 2016 | 23 de Outubro de 2016  | 1             | 7             |
| 18            | Cláudio C.    | Porto                | 11 de Setembro de 2016 | 23 de Outubro de 2016  | 0             | 0             |
| 19            | Kika          | Amadora              | 11 de Setembro de 2016 | 16 de Outubro de 2016  | 2             | 5             |
| 20            | Luís          | Estoril              | 11 de Setembro de 2016 | 9 de Outubro de 2016   | 1             | 5             |
| 21            | Fábio         | Paio Pires           | 11 de Setembro de 2016 | 5 de Outubro de 2016   | 1             | 7             |
| 22            | Paulo         | Marco de Canavezes   | 11 de Setembro de 2016 | 2 de Outubro de 2016   | 1             | 20            |
| 23            | André         | Almada               | 11 de Setembro de 2016 | 25 de Setembro de 2016 | 1             | 22            |
| 24            | Vanessa       | França               | 11 de Setembro de 2016 | 25 de Setembro de 2016 | 0             | 0             |
| 25            | Catarina      | Matosinhos           | 11 de Setembro de 2016 | 18 de Setembro de 2016 | 1             | 5             |

Legenda
|  | Vencedora     |
|  | Vice-vencedor |
|  | Eliminado/a   |
|  | Expulso/a     |
|  | Desistiu      |
|  | Finalista     |

## Nomeações e expulsões
|              | Sem. 1                                                     | Sem. 2                                  | Sem. 3                                                        | Sem. 4                                      | Sem. 5                                     | Sem. 6                                  | Sem. 6                                                              | Sem. 7                                | Sem. 8                                   | Sem. 9                                                                                  | Sem. 10                                | Sem. 11                                                         | Sem. 12                               | Sem. 13                                | Sem. 14                                                    | Sem. 15                                  | Sem. 15                                                         | Sem. 16                                             |
| Dia 38       | Sem. 1                                                     | Sem. 2                                  | Sem. 3                                                        | Sem. 4                                      | Sem. 5                                     | Dia 43                                  | Dia 101                                                             | Sem. 7                                | Sem. 8                                   | Sem. 9                                                                                  | Sem. 10                                | Sem. 11                                                         | Sem. 12                               | Sem. 13                                | Sem. 14                                                    | Dia 104                                  |                                                                 | Sem. 16                                             |
| ------------ | ---------------------------------------------------------- | --------------------------------------- | ------------------------------------------------------------- | ------------------------------------------- | ------------------------------------------ | --------------------------------------- | ------------------------------------------------------------------- | ------------------------------------- | ---------------------------------------- | --------------------------------------------------------------------------------------- | -------------------------------------- | --------------------------------------------------------------- | ------------------------------------- | -------------------------------------- | ---------------------------------------------------------- | ---------------------------------------- | --------------------------------------------------------------- | --------------------------------------------------- |
| Helena       | Imune                                                      | Fábio                                   | Imune                                                         | Nuno Diogo                                  | Kika Ana                                   | Rita Mariana                            | Nomeada                                                             | Nomeada pela Voz                      | Nuno Ana                                 | Não Elegível                                                                            | Márcio Joel                            | Márcio                                                          | Márcio Joel                           | Amor Joel Cláudio A.                   | Nomeada pela Voz                                           | Amor Diogo                               | Nomeada                                                         | 1º Lugar (Dia 112)                                  |
| Diogo S.     | Mariana Kika                                               | Imune                                   | Kika Paulo                                                    | Não Elegível                                | Kika Mariana                               | Mariana                                 | Não Elegível                                                        | Não Elegível                          | Nuno Diogo Helena                        | Nomeado pela Voz                                                                        | Daniela Joel                           | Cristiana Márcio                                                | Amor Joel                             | Amor Joel Diogo                        | Carla Amor Diogo                                           | Amor Diogo                               | Nomeado                                                         | 2º Lugar (Dia 112)                                  |
| Carla        | Cristiana Cristiana                                        | André Cláudio                           | Kika Nuno                                                     | Nuno Luís                                   | Kika Tucha                                 | Rita Mariana                            | Não Elegível                                                        | Nomeada pela Voz                      | Nuno Helena                              | Nomeada pela Voz                                                                        | Joel                                   | Joel Diogo                                                      | Joel                                  | Joel Diogo                             | Tucha Diogo                                                | Diogo Helena                             | Imune                                                           | 3º Lugar (Dia 112)                                  |
| Cláudio A.   | Mariana Catarina                                           | André Cláudio                           | Christina Kika Paulo                                          | Nomeado pela Voz                            | Kika Mariana                               | Mariana Rita Christina                  | Não Elegível                                                        | Não Elegível                          | Nuno Helena                              | Nomeado pela Voz                                                                        | Tucha                                  | Helena Diogo                                                    | Quarto Secreto                        | Joel Diogo                             | Tucha Diogo                                                | Diogo Helena                             | Imune                                                           | 4º Lugar (Dia 112)                                  |
| Tucha        | Catarina                                                   | Nuno Bruno                              | Kika Bruno Luís                                               | Bruno Luís                                  | Kika Carla                                 | Rita Christina                          | Não Elegível                                                        | Nomeada pela Voz                      | Nuno Diogo Cristiana                     | Não Elegível                                                                            | Márcio Joel                            | Márcio                                                          | Márcio Diogo S.                       | Amor Joel Cláudio A.                   | Carla Amor Cristiana                                       | Amor Diogo                               | Nomeada                                                         | 5º Lugar (Dia 112)                                  |
| Diogo        | Mariana Catarina                                           | Cláudio                                 | Christina Kika Paulo                                          | Nomeado                                     | Mariana                                    | Rita Mariana                            | Não Elegível                                                        | Não Elegível                          | Ana                                      | Nomeado pela Voz                                                                        | Daniela Joel                           | Ana Márcio                                                      | Amor Cristiana                        | Amor Cláudio A.                        | Carla Amor Cristiana                                       | Amor Tucha                               | Nomeado                                                         | Eliminado (Dia 108)                                 |
| Amor         | Não está na Casa                                           | Não está na Casa                        | Não está na Casa                                              | Não está na Casa                            | Não está na Casa                           | Não está na Casa                        | Não está na Casa                                                    | Não está na Casa                      | Votação para entrar                      | Imune                                                                                   | Imune                                  | Diogo                                                           | Diogo                                 | Diogo                                  | Diogo                                                      | Diogo Helena                             | Eliminada (Dia 104)                                             | Eliminada (Dia 104)                                 |
| Cristiana    | Christina                                                  | Imune                                   | Kika Bruno Paulo                                              | Bruno Nuno                                  | Kika Helena                                | Christina                               | Nomeada                                                             | Quarto Secreto                        | Nuno Diogo Helena                        | Não Elegível                                                                            | Márcio Joel                            | Joel Diogo                                                      | Joel                                  | Joel Diogo                             | Tucha Diogo                                                | Eliminada (Dia 99)                       | Eliminada (Dia 99)                                              | Eliminada (Dia 99)                                  |
| Joel         | Não está na Casa                                           | Não está na Casa                        | Não está na Casa                                              | Não está na Casa                            | Não está na Casa                           | Não está na Casa                        | Não está na Casa                                                    | Não está na Casa                      | Votação para entrar                      | Imune                                                                                   | Carla                                  | Carla                                                           | Amor Carla                            | Carla                                  | Eliminado (Dia 92)                                         | Eliminado (Dia 92)                       | Eliminado (Dia 92)                                              | Eliminado (Dia 92)                                  |
| Márcio       | Expulso (Dia 1)                                            | Expulso (Dia 1)                         | Expulso (Dia 1)                                               | Expulso (Dia 1)                             | Expulso (Dia 1)                            | Expulso (Dia 1)                         | Expulso (Dia 1)                                                     | Expulso (Dia 1)                       | Expulso (Dia 1)                          | Votação para entrar                                                                     | Tucha                                  | Ana Helena                                                      | Amor Helena                           | Eliminado (Dia 85)                     | Eliminado (Dia 85)                                         | Eliminado (Dia 85)                       | Eliminado (Dia 85)                                              | Eliminado (Dia 85)                                  |
| Ana          | Rita Catarina                                              | André Luís                              | Kika Bruno Nuno                                               | Bruno Luís                                  | Kika Helena                                | Rita Christina                          | Não Elegível                                                        | Nomeada pela Voz                      | Helena Diogo Helena                      | Não Elegível                                                                            | Diogo Joel                             | Joel Diogo                                                      | Eliminada (Dia 78)                    | Eliminada (Dia 78)                     | Eliminada (Dia 78)                                         | Eliminada (Dia 78)                       | Eliminada (Dia 78)                                              | Eliminada (Dia 78)                                  |
| Daniela      | Expulsa (Dia 1)                                            | Expulsa (Dia 1)                         | Expulsa (Dia 1)                                               | Expulsa (Dia 1)                             | Expulsa (Dia 1)                            | Expulsa (Dia 1)                         | Expulsa (Dia 1)                                                     | Expulsa (Dia 1)                       | Expulsa (Dia 1)                          | Votação para entrar                                                                     | Diogo Tucha                            | Eliminada (Dia 71)                                              | Eliminada (Dia 71)                    | Eliminada (Dia 71)                     | Eliminada (Dia 71)                                         | Eliminada (Dia 71)                       | Eliminada (Dia 71)                                              | Eliminada (Dia 71)                                  |
| Bruno        | Tucha Tucha                                                | Diogo Fábio                             | Cristiana Luís                                                | Não Elegível                                | Helena                                     | Cristiana Helena Tucha                  | Não Elegível                                                        | Não Elegível                          | Quarto Secreto                           | Nomeado pela Voz                                                                        | Eliminado (Dia 64)                     | Eliminado (Dia 64)                                              | Eliminado (Dia 64)                    | Eliminado (Dia 64)                     | Eliminado (Dia 64)                                         | Eliminado (Dia 64)                       | Eliminado (Dia 64)                                              | Eliminado (Dia 64)                                  |
| Nuno         | Ana Carla                                                  | Fábio                                   | Cristiana Diogo S.                                            | Não Elegível                                | Helena                                     | Cristiana Helena Carla                  | Não Elegível                                                        | Não Elegível                          | Helena                                   | Eliminado (Dia 57)                                                                      | Eliminado (Dia 57)                     | Eliminado (Dia 57)                                              | Eliminado (Dia 57)                    | Eliminado (Dia 57)                     | Eliminado (Dia 57)                                         | Eliminado (Dia 57)                       | Eliminado (Dia 57)                                              | Eliminado (Dia 57)                                  |
| Christina    | Cristiana Rita                                             | André Luís                              | Cristiana Luís                                                | Luís Diogo                                  | Helena                                     | Helena Tucha                            | Nomeada                                                             | Nomeada pela Voz                      | Eliminada (Dia 50)                       | Eliminada (Dia 50)                                                                      | Eliminada (Dia 50)                     | Eliminada (Dia 50)                                              | Eliminada (Dia 50)                    | Eliminada (Dia 50)                     | Eliminada (Dia 50)                                         | Eliminada (Dia 50)                       | Eliminada (Dia 50)                                              | Eliminada (Dia 50)                                  |
| Mariana      | Tucha                                                      | Fábio                                   | Carla Luís Luís                                               | Luís Diogo                                  | Helena                                     | Helena Carla                            | Nomeada                                                             | Eliminada (Dia 43)                    | Eliminada (Dia 43)                       | Eliminada (Dia 43)                                                                      | Eliminada (Dia 43)                     | Eliminada (Dia 43)                                              | Eliminada (Dia 43)                    | Eliminada (Dia 43)                     | Eliminada (Dia 43)                                         | Eliminada (Dia 43)                       | Eliminada (Dia 43)                                              | Eliminada (Dia 43)                                  |
| Rita         | Ana Cristiana                                              | Imune                                   | Imune                                                         | Diogo Fábio                                 | Helena                                     | Helena Ana                              | Expulsa (Dia 43)                                                    | Expulsa (Dia 43)                      | Expulsa (Dia 43)                         | Expulsa (Dia 43)                                                                        | Expulsa (Dia 43)                       | Expulsa (Dia 43)                                                | Expulsa (Dia 43)                      | Expulsa (Dia 43)                       | Expulsa (Dia 43)                                           | Expulsa (Dia 43)                         | Expulsa (Dia 43)                                                | Expulsa (Dia 43)                                    |
| Cláudio      | Tucha Tucha                                                | Diogo Fábio                             | Imune                                                         | Imune                                       | Helena                                     | Cristiana Helena Carla                  | Expulso (Dia 43)                                                    | Expulso (Dia 43)                      | Expulso (Dia 43)                         | Expulso (Dia 43)                                                                        | Expulso (Dia 43)                       | Expulso (Dia 43)                                                | Expulso (Dia 43)                      | Expulso (Dia 43)                       | Expulso (Dia 43)                                           | Expulso (Dia 43)                         | Expulso (Dia 43)                                                | Expulso (Dia 43)                                    |
| Kika         | Ana Christina                                              | Fábio                                   | Cristiana Fábio                                               | Diogo Diogo S.                              | Helena                                     | Eliminada (Dia 36)                      | Eliminada (Dia 36)                                                  | Eliminada (Dia 36)                    | Eliminada (Dia 36)                       | Eliminada (Dia 36)                                                                      | Eliminada (Dia 36)                     | Eliminada (Dia 36)                                              | Eliminada (Dia 36)                    | Eliminada (Dia 36)                     | Eliminada (Dia 36)                                         | Eliminada (Dia 36)                       | Eliminada (Dia 36)                                              | Eliminada (Dia 36)                                  |
| Luís         | Mariana Christina                                          | André Bruno                             | Christina Mariana Diogo S.                                    | Nomeado                                     | Eliminado (Dia 29)                         | Eliminado (Dia 29)                      | Eliminado (Dia 29)                                                  | Eliminado (Dia 29)                    | Eliminado (Dia 29)                       | Eliminado (Dia 29)                                                                      | Eliminado (Dia 29)                     | Eliminado (Dia 29)                                              | Eliminado (Dia 29)                    | Eliminado (Dia 29)                     | Eliminado (Dia 29)                                         | Eliminado (Dia 29)                       | Eliminado (Dia 29)                                              | Eliminado (Dia 29)                                  |
| Fábio        | Mariana Rita                                               | Cláudio                                 | Kika Paulo                                                    | Não Elegível                                | Desistiu (Dia 25)                          | Desistiu (Dia 25)                       | Desistiu (Dia 25)                                                   | Desistiu (Dia 25)                     | Desistiu (Dia 25)                        | Desistiu (Dia 25)                                                                       | Desistiu (Dia 25)                      | Desistiu (Dia 25)                                               | Desistiu (Dia 25)                     | Desistiu (Dia 25)                      | Desistiu (Dia 25)                                          | Desistiu (Dia 25)                        | Desistiu (Dia 25)                                               | Desistiu (Dia 25)                                   |
| Paulo        | Imune                                                      | Diogo Luís                              | Cristiana Diogo S.                                            | Eliminado (Dia 22)                          | Eliminado (Dia 22)                         | Eliminado (Dia 22)                      | Eliminado (Dia 22)                                                  | Eliminado (Dia 22)                    | Eliminado (Dia 22)                       | Eliminado (Dia 22)                                                                      | Eliminado (Dia 22)                     | Eliminado (Dia 22)                                              | Eliminado (Dia 22)                    | Eliminado (Dia 22)                     | Eliminado (Dia 22)                                         | Eliminado (Dia 22)                       | Eliminado (Dia 22)                                              | Eliminado (Dia 22)                                  |
| André        | Mariana Tucha                                              | Diogo Fábio                             | Eliminado (Dia 15)                                            | Eliminado (Dia 15)                          | Eliminado (Dia 15)                         | Eliminado (Dia 15)                      | Eliminado (Dia 15)                                                  | Eliminado (Dia 15)                    | Eliminado (Dia 15)                       | Eliminado (Dia 15)                                                                      | Eliminado (Dia 15)                     | Eliminado (Dia 15)                                              | Eliminado (Dia 15)                    | Eliminado (Dia 15)                     | Eliminado (Dia 15)                                         | Eliminado (Dia 15)                       | Eliminado (Dia 15)                                              | Eliminado (Dia 15)                                  |
| Vanessa      | Imune                                                      | André Cláudio                           | Expulsa (Dia 15)                                              | Expulsa (Dia 15)                            | Expulsa (Dia 15)                           | Expulsa (Dia 15)                        | Expulsa (Dia 15)                                                    | Expulsa (Dia 15)                      | Expulsa (Dia 15)                         | Expulsa (Dia 15)                                                                        | Expulsa (Dia 15)                       | Expulsa (Dia 15)                                                | Expulsa (Dia 15)                      | Expulsa (Dia 15)                       | Expulsa (Dia 15)                                           | Expulsa (Dia 15)                         | Expulsa (Dia 15)                                                | Expulsa (Dia 15)                                    |
| Catarina     | Ana Tucha                                                  | Eliminada (Dia 8)                       | Eliminada (Dia 8)                                             | Eliminada (Dia 8)                           | Eliminada (Dia 8)                          | Eliminada (Dia 8)                       | Eliminada (Dia 8)                                                   | Eliminada (Dia 8)                     | Eliminada (Dia 8)                        | Eliminada (Dia 8)                                                                       | Eliminada (Dia 8)                      | Eliminada (Dia 8)                                               | Eliminada (Dia 8)                     | Eliminada (Dia 8)                      | Eliminada (Dia 8)                                          | Eliminada (Dia 8)                        | Eliminada (Dia 8)                                               | Eliminada (Dia 8)                                   |
|              |                                                            |                                         |                                                               |                                             |                                            |                                         |                                                                     |                                       |                                          |                                                                                         |                                        |                                                                 |                                       |                                        |                                                            |                                          |                                                                 |                                                     |
| Notas        | 1, 2                                                       | 3, 4                                    | 5, 6, 7                                                       | 8, 9                                        | 10, 11                                     | 12                                      |                                                                     |                                       |                                          |                                                                                         |                                        |                                                                 |                                       |                                        |                                                            |                                          |                                                                 |                                                     |
| Expulsos     | —                                                          | Vanessa                                 | —                                                             | —                                           | —                                          | —                                       | Cláudio Rita                                                        | —                                     | —                                        | —                                                                                       | —                                      | —                                                               | —                                     | —                                      | —                                                          | —                                        | —                                                               | —                                                   |
| Desistências | —                                                          | —                                       | —                                                             | Fábio                                       | —                                          | —                                       | —                                                                   | —                                     | —                                        | —                                                                                       | —                                      | —                                                               | —                                     | —                                      | —                                                          | —                                        | —                                                               | —                                                   |
| Nomeados     | Mariana Ana Tucha Catarina                                 | André Diogo Fábio                       | Christina Kika Bruno Paulo                                    | Cláudio A. Luís Diogo                       | Bruno Christina Kika Mariana Helena        | Rita Christina Cristiana Helena Mariana | Christina Cristiana Helena Mariana                                  | Christina Ana Helena Carla Tucha      | Nuno Diogo Helena                        | Carla Bruno Cláudio A. Diogo Diogo S.                                                   | Daniela Joel Márcio                    | Ana Cláudio A. Diogo Joel                                       | Amor Joel Márcio                      | Amor Joel Diogo                        | Carla Amor Diogo Cristiana                                 | Amor Diogo Helena                        | Diogo Helena Diogo S. Tucha                                     | Cláudio A. Carla Diogo S. Helena Tucha              |
| Eliminado    | Catarina 37% dos votos                                     | André 65% dos votos                     | Paulo 39% dos votos                                           | Luís 50% dos votos                          | Kika 79% dos votos                         | Votação anulada                         | Mariana 43% dos votos                                               | Christina 79% dos votos               | Nuno 69% dos votos                       | Bruno 12% dos votos                                                                     | Daniela 7% dos votos                   | Ana 8% dos votos                                                | Márcio 12% dos votos                  | Joel 29% dos votos                     | Cristiana 9% dos votos                                     | Amor 21% dos votos                       | Diogo 11% dos votos                                             | Tucha 3% Cláudio 4% Carla 8% Diogo S. 11% dos votos |
| Salvos       | Ana 35% dos votos Mariana 19% dos votos Tucha 9% dos votos | Fábio 21% dos votos Diogo 14% dos votos | Kika 37% dos votos Bruno 20% dos votos Christina 4% dos votos | Cláudio A. 47% dos votos Diogo 3% dos votos | Mariana 11% dos votos Helena 10% dos votos | Votação anulada                         | Christina 42% dos votos Cristiana 11% dos votos Helena 4% dos votos | Ana 13% dos votos Helena 8% dos votos | Helena 19% dos votos Diogo 12% dos votos | Diogo S. 30% dos votos Cláudio A. 26% dos votos Carla 19% dos votos Diogo 13% dos votos | Joel 85% dos votos Márcio 8% dos votos | Diogo 43% dos votos Cláudio A. 23% dos votos Joel 26% dos votos | Joel 66% dos votos Amor 22% dos votos | Diogo 37% dos votos Amor 34% dos votos | Diogo 59% dos votos Carla 20% dos votos Amor 12% dos votos | Helena 46% dos votos Diogo 33% dos votos | Diogo S. ??% dos votos Helena ??% dos votos Tucha ??% dos votos | Helena 74 % dos votos                               |

Legenda
     Nomeado/a
     Imune (Prémio ou atribuição)
     Imune (Casa de Vidro/Quarto Secreto)
     Não elegível nas nomeações

Notas
- ↑Nota 1 : Na gala da estreia, Helena e Paulo foram enviados para a casa de vidro, porque não eram concorrentes oficiais. Após a entrada de todos os concorrentes na casa, Helena e Paulo escolheram Vanessa para se juntar a eles. Durante a primeira semana, teriam que enfrentar vários desafios, para garantir um lugar de concorrente.
- ↑Nota 2 : No dia 3, na primeira ronda, os rapazes nomeiam uma rapariga, tendo ficado nomeada a Mariana. Na segunda ronda, as raparigas nomeiam uma rapariga tendo ficado nomeada a Ana. Na terceira ronda, rapazes e raparigas nomeiam uma rapariga, ficando a Catarina e a Tucha também nomeadas.
- ↑Nota 3 : No dia 9, raparigas nomearam os rapazes, ficando nomeado o André. Na segunda ronda, rapazes nomearam os rapazes, ficando nomeado o Diogo. Na terceira ronda todos nomearam rapazes, ficando nomeado o Fábio.
- ↑Nota 4 : No dia 14, Vanessa foi expulsa pela Voz no inicio da gala por ter revelado o seu segredo ao Diogo.
- ↑Nota 5 : Na Sala do Tempo, foi proposto pela Voz à Helena, Rita e Cláudio o desafio de mudarem para a Casa de Vidro com a contrapartida de ficarem imunes nas próximas nomeações, de contrário ficariam automaticamente nomeados. Apesar de Rita e Cláudio terem aceite, Helena opôs-se. O desafio foi validado pela Voz, por maioria de concordância entre os três, ficando os 3 imunes.
- ↑Nota 6 : No dia 16, na primeira ronda, os rapazes nomeiam uma rapariga, fica nomeada a Christina. Na segunda ronda, todos nomeiam outra rapariga, fica nomeada a Kika. Na terceira ronda, raparigas nomeiam rapazes, fica nomeado o Bruno. Na última ronda, todos nomeiam rapazes, ficando nomeado o Paulo.
- ↑Nota 7 : No dia 17, Cláudio, como concorrente da semana teve o poder de tirar 2 pessoas da casa de Vidro: Helena e Rita. Como castigo pelo seu mau comportamento na noite de nomeações (discussão com Kika e combinar nomeações), a Voz colocou-o também na Casa de Vidro.
- ↑Nota 8 : No dia 21, a Voz nomeou automaticamente o Cláudio A. por ter combinado as nomeações da terça-feira anterior. Tucha e Ana tiveram a oportunidade de nomear directamente um concorrente e escolheram o Cláudio. Sem saberem, era uma falsa nomeação, e na verdade atribuíram uma imunidade.
- ↑Nota 9 : No dia 24, as meninas nomearam 2 rapazes no confessionário. Diogo e Luís juntaram-se a Cláudio A. nas nomeações desta semana.
- ↑Nota 10 : No dia 24, Rita ganhou imunidade para as próximas nomeações, devido à bem-sucedida missão de Cláudio (atribuída dias antes pela Voz) de a ignorar.
- ↑Nota 11 : No dia 25 na casa, Fábio recebe a notícia que um familiar faleceu e decide desistir.
- ↑Nota 12 : Com a expulsão direta da Rita (uma das nomeadas), a votação realizada durante a semana foi cancelada. Durante a Gala, foi iniciada uma nova votação para determinar a expulsão de uma das restantes quatro nomeadas.

### Votação do público
| Semanas         | Nomeados | Eliminado(a)       |
| --------------- | --- | ------------------ |
| Sem. 1          | Tucha (9%), Mariana (19%), Ana (35%), Catarina (37%)                                                         | Catarina           |
| Sem. 2          | Diogo (14%), Fábio (21%), André (65%)                                                                        | André              |
| Sem. 3          | Bruno (20%), Christina (4%), Kika (37%), Paulo (39%)                                                         | Paulo              |
| Sem. 4          | Cláudio A. (47%), Luís (50%), Diogo (3%)                                                                     | Luís               |
| Sem. 5          | Bruno (4% entre 5) / Christina (9% entre 4) / Helena (10% entre 3), Mariana (11% entre 3) Kika (79% entre 3) | Kika               |
| Sem. 6          | Christina (42%), Cristiana (11%), Helena (4%), Mariana (43%)                                                 | Mariana            |
| Sem. 7          | Carla (3% entre 5), Tucha (5% entre 5), Christina (79% entre 3), Ana (13% entre 3), Helena (8% entre 3)      | Christina          |
| Sem. 8          | Nuno (69%), Helena (19%), Diogo (12%)                                                                        | Nuno               |
| Sem. 9          | Carla (19%), Bruno (12%), Cláudio A. (26%), Diogo (13%), Diogo S. (30%)                                      | Bruno              |
| Sem. 10         | Daniela (7%), Joel (85%), Márcio (8%)                                                                        | Daniela            |
| Sem. 11         | Diogo (43%), Joel (26%), Cláudio A. (23%), Ana (8%)                                                          | Ana                |
| Sem. 12         | Amor (22%), Joel (66%), Márcio (12%)                                                                         | Márcio             |
| Sem. 13         | Amor (34%), Diogo (37%), Joel (29%)                                                                          | Joel               |
| Sem. 14         | Amor (12%), Diogo (59%), Cristiana (9%), Carla (20%)                                                         | Cristiana          |
| Sem. 15         | Amor (21%), Diogo (33%), Helena (46%)                                                                        | Amor               |
| Sem. 16         | Diogo (11%), Diogo S. (% não revelada), Helena (% não revelada), Tucha (% não revelada)                      | Diogo              |
| Sem. 16 (Final) | Cláudio A. (4%), Carla (8%), Diogo S. (11%), Helena (74%), Tucha (3%)                                        | Helena (vencedora) |

Legenda
     Votação para expulsar
     Votação para salvar

## Segredos
| Segredo                                             | Concorrente(s)         | Revelação ao público   | Quem descobriu   | Revelação na Casa |
| --------------------------------------------------- | ---------------------- | ---------------------- | ---------------- | ----------------- |
| Casámos na gala de estreia da Casa dos Segredos 6 1 | Christina e Bruno      | 11 de Setembro de 2016 | Nuno             | Dia 54            |
| Somos um casal 1                                    | Cristiana e Cláudio A. | 11 de Setembro de 2016 | Paulo            | Dia 22            |
| 33200 pessoas permitiram a minha entrada na Casa 1  | Nuno                   | 11 de Setembro de 2016 | -----            | -----             |
| Nasci "Bebé Sereia" 4                               | Vanessa                | 25 de Setembro de 2016 | -----            | -----             |
| Dormi no quarto do Cristiano Ronaldo 3              | Cláudio                | 30 de Outubro de 2016  | -----            | Dia 108           |
| Foi-me diagnosticado cancro aos 18 anos 2           | Mariana                | 18 de Setembro de 2016 | -----            | Dia 109           |
| Não consigo atravessar a Ponte 25 de Abril          | Helena                 | 13 de Dezembro de 2016 | Diogo e Diogo S. | Dia 93            |
| Sofro de Ictiofobia 2                               | Kika                   | 2 de Outubro de 2016   | -----            | Dia 108           |
| Nunca conheci o meu pai e estou à procura dele 2    | Diogo                  | 9 de Outubro de 2016   | Carla            | Dia 80            |
| Sou campeão nacional de atletismo 2                 | Diogo S.               | 6 de Novembro de 2016  | Diogo            | Dia 100           |
| Tenho uma doença neurológica incapacitante 2        | Carla                  | 25 de Setembro de 2016 | Diogo            | Dia 83            |
| Participei num exorcismo 3                          | Fábio                  | 20 de Novembro de 2016 | -----            | Dia 109           |
| Levei o meu amante ao meu casamento 2               | Rita                   | 23 de Outubro de 2016  | -----            | Dia 109           |
| Desempenho um cargo político 3                      | Paulo                  | 2 de Outubro de 2016   | -----            | Dia 109           |
| Sou viciada em cirurgias estéticas 5                | Ana                    | 3 de Novembro de 2016  | Helena           | Dia 53            |
| Participei num Reality Show 5                       | Tucha                  | 26 de Outubro de 2016  | Diogo e Diogo S. | Dia 45            |
| Sou o elo de ligação entre todos os concorrentes 5  | Luís                   | 6 de Outubro de 2016   | Christina        | Dia 26            |
| Fui raptado pelo meu pai 3                          | André                  | 25 de Setembro de 2016 | -----            | Dia 108           |
| Atropelei a minha mãe e ela não sabe 3              | Catarina               | 18 de Setembro de 2016 | -----            | -----             |
| Sou uma mulher transexual 2                         | Amor                   | 30 de Outubro de 2016  | -----            | Dia 109           |
| Fui vítima de carjacking 2                          | Joel                   | 30 de Outubro de 2016  | -----            | Dia 108           |
| Ficámos à porta da Casa dos Segredos 1              | Daniela e Márcio       | 6 de Novembro de 2016  | Diogo S.         | Dia 75            |

Notas
1 - O segredo foi atribuído pela Voz ao(s) concorrente(s) na Gala de entrada.
2 - O segredo foi revelado pelo concorrente na Gala semanal.
3 - O/A concorrente saiu da casa antes do segredo ter sido descoberto pelos companheiros e no caso de ainda não ter sido desvendado, foi revelado no exterior pelo(a) próprio(a), na Gala semanal ou na página oficial do programa.
4 - O concorrente violou as regras revelando o segredo a outro(s) residente(s).
5 - O segredo foi descoberto na Casa por outro(s) concorrente(s).

### Tentativas de descobertas
| Segredo                                                               | Concorrente(s)         | Quem pensa que descobriu          | Data da tentativa |
| --------------------------------------------------------------------- | ---------------------- | --------------------------------- | ----------------- |
| Somos irmãos                                                          | Christina e Nuno       | Carla                             | 21 de Setembro    |
| Somos um casal                                                        | Diogo e Cristiana      | Cláudio                           | 22 de Setembro    |
| Tenho a minha irmã na Casa                                            | Fábio                  | Diogo S.                          | 23 de Setembro    |
| Tenho um irmão na Casa                                                | Cláudio A.             | Cristiana                         | 26 de Setembro    |
| Ganhei um prémio monetário                                            | Luís                   | Bruno                             | 27 de Setembro    |
| Sou uma cantora internacional                                         | Tucha                  | Nuno                              | 28 de Setembro    |
| Somos um casal                                                        | Cristiana e Cláudio A. | Paulo                             | 2 de Outubro      |
| Sou a união de todos os concorrentes                                  | Luís                   | Christina                         | 6 de Outubro      |
| Sou um jogador de poker profissional                                  | Cláudio                | Carla                             | 10 de Outubro     |
| Comunico com os mortos                                                | Helena                 | Diogo S.                          | 13 de Outubro     |
| Temos um filho em comum                                               | Ana e Cláudio          | Diogo S., Carla e Cristiana       | 14 de Outubro     |
| Fiquei falido derivado do jogo                                        | Nuno                   | Diogo                             | 17 de Outubro     |
| O meu ex-companheiro raptou o meu filho                               | Mariana                | Helena                            | 19 de Outubro     |
| Sou viciada em cirurgias plásticas                                    | Ana                    | Tucha                             | 19 de Outubro     |
| Eu sou a Chave da Casa                                                | Nuno                   | Helena                            | 24 de Outubro     |
| Sou uma figura pública                                                | Tucha                  | Nuno                              | 26 de Outubro     |
| Participei num Reality Show                                           | Tucha                  | Diogo e Diogo S.                  | 26 de Outubro     |
| Já tentei o suicídio                                                  | Helena                 | Christina                         | 28 de Outubro     |
| Fui selecionada para fazer a estreia da abertura da Casa dos Segredos | Christina              | Cláudio A.                        | 28 de Outubro     |
| Somos um casal escolhido na Gala de Abertura                          | Christina e Bruno      | Diogo                             | 28 de Outubro     |
| Fui abandonado pelos meus pais                                        | Diogo                  | Carla                             | 2 de Novembro     |
| Sou a Chave da Aplicação do Secret Story 6                            | Nuno                   | Diogo S.                          | 2 de Novembro     |
| Estive presa por burla                                                | Carla                  | Diogo                             | 2 de Novembro     |
| Sou viciada em cirurgias plásticas                                    | Ana                    | Helena                            | 3 de Novembro     |
| Nasci na Ponte 25 de Abril                                            | Helena                 | Bruno                             | 4 de Novembro     |
| Casámos na Gala de Estreia da Casa dos Segredos 6                     | Bruno e Christina      | Nuno                              | 4 de Novembro     |
| Envolvi-me com mulheres dos cinco continentes                         | Diogo                  | Carla                             | 9 de Novembro     |
| Já me prostituí                                                       | Carla                  | Cristiana e Helena                | 10 de Novembro    |
| Sou bipolar (*)                                                       | Helena                 | Diogo                             | 14 de Novembro    |
| Tenho um transtorno psicológico                                       | Carla                  | Cristiana                         | 18 de Novembro    |
| Morreu um familiar meu na Ponte 25 de Abril                           | Helena                 | Carla                             | 23 de Novembro    |
| Fui expulso na Gala de estreia da Casa dos Segredos 6                 | Márcio                 | Diogo S.                          | 24 de Novembro    |
| Eu fiz carjacking                                                     | Joel                   | Amor                              | 28 de Novembro    |
| Nunca conheci o meu pai e procuro-o                                   | Diogo                  | Carla                             | 29 de Novembro    |
| Vi o meu irmão electrocutado na linha do comboio                      | Helena                 | Diogo S. e Tucha                  | 30 de Novembro    |
| Tenho uma doença neurológica incapacitante                            | Carla                  | Diogo                             | 2 de Dezembro     |
| Vi o meu irmão suicidar-se na Ponte 25 de Abril                       | Helena                 | Diogo, Tucha, Cláudio e Cristiana | 5 de Dezembro     |
| Uma ex-amiga tentou matar-me                                          | Amor                   | Cláudio A. e Cristiana            | 5 de Dezembro     |
| Tenho pânico de atravessar a Ponte 25 de Abril                        | Helena                 | Diogo e Diogo S.                  | 13 de Dezembro    |
| Sou campeão nacional de atletismo                                     | Diogo S.               | Diogo                             | 19 de Dezembro    |

Legenda
     Está certo (todo o dinheiro acumulado do concorrente visado é transferido para a conta do que acertou)
     Está errado (metade do dinheiro acumulado do concorrente que tentou acertar é transferido para a conta do concorrente visado. Nos casos em que o(s) concorrente(s) utiliza(m) um botão grátis conquistado (*) não perde(m) dinheiro)
     Carregou no botão, mas não jogou (o concorrente mantém o montante acumulado)

## Resumo semanal

### Casa principal e Casa de Vidro
Rotação dos residentes entre a Casa principal (CP) e a Casa de Vidro (CV):
| Dias →     | 1-8 | 8-15 | 15-18 | 18-21 | 21-25 | 25-27 | 27-29 | 29-36 | 36-37 | 37-43 | 43-50 | 50-54 | 54-57 | 57-64 | 65-69 | 69-71 | 72-78 | 79-85 | 86-92 | 93-99 | 100-104 | 105-108 | 109-112 |  |
| ---------- | --- | ---- | ----- | ----- | ----- | ----- | ----- | ----- | ----- | ----- | ----- | ----- | ----- | ----- | ----- | ----- | ----- | ----- | ----- | ----- | ------- | ------- | ------- |  |
| Carla      | CP  | CP   | CP    | CP    | CP    | CP    | CP    | CV    | CP    | CP    | CV    | CP    | CP    | CP    | CP    | CP    | CP    | CV    | CP    | CP    | CP      | CP      | CP      |  |
| Cláudio A. | CP  | CP   | CP    | CV    | CP    | CP    | CP    | CP    | CP    | CV    | CP    | CP    | CP    | CP    | CP    | CV    | CP    | CP    | CP    | CP    | CP      | CP      | CP      |  |
| Diogo S.   | CP  | CV   | CP    | CP    | CP    | CP    | CP    | CV    | CP    | CP    | CP    | CP    | CP    | CP    | CV    | CP    | CP    | CP    | CP    | CP    | CP      | CP      | CP      |  |
| Helena     | CV  | CP   | CV    | CP    | CP    | CP    | CP    | CP    | CP    | CP    | CV    | CP    | CP    | CP    | CP    | CP    | CP    | CP    | CP    | CP    | CP      | CP      | CP      |  |
| Tucha      | CP  | CP   | CP    | CP    | CP    | CV    | CV    | CP    | CP    | CP    | CP    | CP    | CP    | CP    | CP    | CP    | CV    | CP    | CV    | CP    | CP      | CP      | CP      |  |
| Diogo      | CP  | CP   | CP    | CP    | CV    | CP    | CP    | CP    | CP    | CP    | CV    | CP    | CP    | CP    | CP    | CP    | CP    | CV    | CP    | CP    | CP      | CP      |         |  |
| Amor       |     |      |       |       |       |       |       |       |       |       |       | CV    | CP    | CP    | CV    | CP    | CP    | CP    | CP    | CP    | CP      |         |         |  |
| Cristiana  | CP  | CV   | CP    | CP    | CP    | CP    | CV    | CV    | CP    | CP    | CP    | CP    | CP    | CP    | CP    | CP    | CP    | CP    | CP    | CP    |         |         |         |  |
| Joel       |     |      |       |       |       |       |       |       |       |       |       | CV    | CP    | CP    | CV    | CP    | CP    | CP    | CV    |       |         |         |         |  |
| Márcio     |     |      |       |       |       |       |       |       |       |       |       |       |       | CV    | CP    | CP    | CP    | CV    |       |       |         |         |         |  |
| Ana        | CP  | CP   | CP    | CP    | CV    | CP    | CV    | CP    | CP    | CP    | CP    | CP    | CP    | CP    | CP    | CP    | CV    |       |       |       |         |         |         |  |
| Daniela    |     |      |       |       |       |       |       |       |       |       |       |       |       | CV    | CP    | CV    |       |       |       |       |         |         |         |  |
| Bruno      | CP  | CP   | CP    | CP    | CV    | CP    | CP    | CP    | CP    | CP    | CP    | CP    | CP    | CP    |       |       |       |       |       |       |         |         |         |  |
| Nuno       | CP  | CP   | CP    | CP    | CP    | CP    | CP    | CP    | CV    | CV    | CP    | CP    | CP    |       |       |       |       |       |       |       |         |         |         |  |
| Christina  | CP  | CP   | CP    | CP    | CP    | CV    | CV    | CP    | CP    | CP    | CP    |       |       |       |       |       |       |       |       |       |         |         |         |  |
| Mariana    | CP  | CP   | CP    | CP    | CP    | CV    | CV    | CP    | CV    | CP    |       |       |       |       |       |       |       |       |       |       |         |         |         |  |
| Rita       | CP  | CV   | CV    | CP    | CP    | CP    | CP    | CP    | CP    | CP    |       |       |       |       |       |       |       |       |       |       |         |         |         |  |
| Cláudio    | CP  | CP   | CV    | CV    | CP    | CP    | CP    | CP    | CV    | CV    |       |       |       |       |       |       |       |       |       |       |         |         |         |  |
| Kika       | CP  | CP   | CP    | CV    | CP    | CP    | CP    | CP    |       |       |       |       |       |       |       |       |       |       |       |       |         |         |         |  |
| Luís       | CP  | CP   | CP    | CP    | CP    | CP    | CP    |       |       |       |       |       |       |       |       |       |       |       |       |       |         |         |         |  |
| Fábio      | CP  | CP   | CP    | CP    | CP    |       |       |       |       |       |       |       |       |       |       |       |       |       |       |       |         |         |         |  |
| Paulo      | CV  | CP   | CP    | CP    |       |       |       |       |       |       |       |       |       |       |       |       |       |       |       |       |         |         |         |  |
| André      | CP  | CP   |       |       |       |       |       |       |       |       |       |       |       |       |       |       |       |       |       |       |         |         |         |  |
| Vanessa    | CV  | CP   |       |       |       |       |       |       |       |       |       |       |       |       |       |       |       |       |       |       |         |         |         |  |
| Catarina   | CP  |      |       |       |       |       |       |       |       |       |       |       |       |       |       |       |       |       |       |       |         |         |         |  |

### Concorrente da semana
Nesta edição, a cada semana é eleito o concorrente que mais se destacou perante os colegas na semana anterior. A eleição é realizada na presença de todos os residentes, votando e justificando cada um os motivos da sua escolha. O concorrente eleito passa a envergar um microfone dourado até à eleição seguinte.  
| Semana | Concorrente da semana |
| ------ | --------------------- |
| 2      | Mariana               |
| 3      | Cláudio A.            |
| 4      | Tucha                 |
| 5      | Diogo S.              |
| 6      | Mariana               |
| 7      | Carla                 |
| 8      | Cristiana             |
| 9      | Helena                |
| 10     | Ana                   |
| 11     | Diogo                 |
| 12     | Helena                |
| 13     | Cláudio A.            |
| 14     | Carla                 |
| 15     | Tucha                 |

### Saldos
Todos os concorrentes entram na casa com 10 000 € de saldo, valor que vai aumentando ou diminuindo durante a sua estadia, através da realização de missões, prémios, da aplicação de castigos, etc.. Os finalistas recebem o dinheiro que cada um tiver em saldo no dia da final, assim como o vencedor que também recebe adicionalmente o prémio de 20 000 €.
| Carla      | 10 000 € | -        | 5 700 €         | -               | 3 200 €          | 3 400 €          | 1 000 €          | 4 400 €          |                  |                  |                  |                  | 7 800 €          |                  |                  |                  | 1 300€            |                   |                   |                   |                   |                   |                   |                   |                   |
| Cláudio A. | 10 000 € | -        | 10 600 €        | -               | 13 300 €         | 1 200 €          | 1 200 €          | 2 800 €          |                  |                  |                  |                  | 400 €            |                  |                  |                  | 1 900 €           |                   |                   |                   |                   |                   |                   |                   |                   |
| Diogo S.   | 10 000 € | -        | 5 015 €         | -               | 3 015 €          | 3 415 €          | 1 300 €          | 24 300 €         |                  |                  |                  |                  | 42 550 €         |                  |                  |                  | 2 600€            |                   |                   |                   |                   |                   |                   |                   |                   |
| Helena     |          | 10 000 € | 8 800 €         | -               | 5 600 €          | 5 100 €          | 7 600 €          | 25 800 €         |                  |                  |                  |                  | 30 050 €         |                  |                  |                  | 1 000€            |                   |                   |                   |                   |                   |                   |                   |                   |
| Tucha      | 10 000 € | -        | 10 000 €        | -               | 7 100 €          | 6 600 €          | 8 600 €          | 500 €            |                  |                  |                  |                  | 8 900 €          |                  |                  |                  | 2 800 €           |                   |                   |                   |                   |                   |                   |                   |                   |
| Diogo      | 10 000 € | -        | 5 555 €         | -               | 2 655 €          | 4 645 €          | 4 855 €          | 6 900 €          |                  |                  |                  |                  | 10 800 €         |                  |                  |                  | Eliminado dia 108 | Eliminado dia 108 | Eliminado dia 108 | Eliminado dia 108 | Eliminado dia 108 | Eliminado dia 108 | Eliminado dia 108 | Eliminado dia 108 | Eliminado dia 108 |
| Amor       | —        | —        | —               | —               | —                | —                | —                | —                | —                | 10 000 €         |                  |                  | 200 €            |                  |                  |                  | Eliminada dia 104 | Eliminada dia 104 | Eliminada dia 104 | Eliminada dia 104 | Eliminada dia 104 | Eliminada dia 104 | Eliminada dia 104 | Eliminada dia 104 | Eliminada dia 104 |
| Cristiana  | 10 000 € | -        | 9 500 €         | -               | 0 €              | 0 €              | 0 €              | 2 900 €          |                  |                  |                  |                  | 100 €            |                  |                  | Eliminada dia 99 | Eliminada dia 99  | Eliminada dia 99  | Eliminada dia 99  | Eliminada dia 99  | Eliminada dia 99  | Eliminada dia 99  | Eliminada dia 99  | Eliminada dia 99  |                   |
| Joel       | —        | —        | —               | —               | —                | —                | —                | —                | —                | 10 000 €         |                  |                  | 16 700 €         |                  | Eliminado dia 92 | Eliminado dia 92 | Eliminado dia 92  | Eliminado dia 92  | Eliminado dia 92  | Eliminado dia 92  | Eliminado dia 92  | Eliminado dia 92  | Eliminado dia 92  |                   |                   |
| Márcio     | —        | —        | —               | —               | —                | —                | —                | —                | —                | —                | 10 000 €         |                  | 12 700 €         | Eliminado dia 85 | Eliminado dia 85 | Eliminado dia 85 | Eliminado dia 85  | Eliminado dia 85  | Eliminado dia 85  | Eliminado dia 85  | Eliminado dia 85  | Eliminado dia 85  |                   |                   |                   |
| Ana        | 10 000 € | -        | 13 200 €        | -               | 7 400 €          | 9 600 €          | 12 800 €         | 16 300 €         |                  |                  |                  |                  | Eliminada dia 78 | Eliminada dia 78 | Eliminada dia 78 | Eliminada dia 78 | Eliminada dia 78  | Eliminada dia 78  | Eliminada dia 78  | Eliminada dia 78  | Eliminada dia 78  |                   |                   |                   |                   |
| Daniela    | —        | —        | —               | —               | —                | —                | —                | —                | —                | —                | 10 000 €         | Eliminada dia 71 | Eliminada dia 71 | Eliminada dia 71 | Eliminada dia 71 | Eliminada dia 71 | Eliminada dia 71  | Eliminada dia 71  | Eliminada dia 71  | Eliminada dia 71  |                   |                   |                   |                   |                   |
| Bruno      | 10 000 € | -        | 9 100 €         | -               | 1 600 €          | 2 200 €          | 9 100 €          | 10 900 €         |                  |                  | Eliminado dia 64 | Eliminado dia 64 | Eliminado dia 64 | Eliminado dia 64 | Eliminado dia 64 | Eliminado dia 64 | Eliminado dia 64  | Eliminado dia 64  | Eliminado dia 64  |                   |                   |                   |                   |                   |                   |
| Nuno       | 10 000 € | -        | 12 400 €        | -               | 8 900 €          | 7 000 €          | 7 850 €          | 7 750 €          |                  | Eliminado dia 57 | Eliminado dia 57 | Eliminado dia 57 | Eliminado dia 57 | Eliminado dia 57 | Eliminado dia 57 | Eliminado dia 57 | Eliminado dia 57  | Eliminado dia 57  |                   |                   |                   |                   |                   |                   |                   |
| Christina  | 10 000 € | -        | 11 600 €        | -               | 16 450 €         | 16 450 €         | 17 450 €         | 19 650 €         | Eliminada dia 50 | Eliminada dia 50 | Eliminada dia 50 | Eliminada dia 50 | Eliminada dia 50 | Eliminada dia 50 | Eliminada dia 50 | Eliminada dia 50 | Eliminada dia 50  |                   |                   |                   |                   |                   |                   |                   |                   |
| Mariana    | 10 000 € | -        | 13 800 €        | -               | 11 200 €         | 11 400 €         | 6 200 €          | Eliminada dia 43 | Eliminada dia 43 | Eliminada dia 43 | Eliminada dia 43 | Eliminada dia 43 | Eliminada dia 43 | Eliminada dia 43 | Eliminada dia 43 | Eliminada dia 43 | Eliminada dia 43  |                   |                   |                   |                   |                   |                   |                   |                   |
| Rita       | 10 000 € | -        | 8 200 €         | -               | 5 100 €          | 4 500 €          | 4 800 €          | Expulsa dia 43   | Expulsa dia 43   | Expulsa dia 43   | Expulsa dia 43   | Expulsa dia 43   | Expulsa dia 43   | Expulsa dia 43   | Expulsa dia 43   | Expulsa dia 43   | Expulsa dia 43    |                   |                   |                   |                   |                   |                   |                   |                   |
| Cláudio    | 10 000 € | -        | 10 000 €        | -               | 0 €              | 8 800 €          | 13 300 €         | Expulso dia 43   | Expulso dia 43   | Expulso dia 43   | Expulso dia 43   | Expulso dia 43   | Expulso dia 43   | Expulso dia 43   | Expulso dia 43   | Expulso dia 43   | Expulso dia 43    |                   |                   |                   |                   |                   |                   |                   |                   |
| Kika       | 10 000 € | -        | 8 350 €         | -               | 4 250 €          | 4 050 €          | Eliminada dia 36 | Eliminada dia 36 | Eliminada dia 36 | Eliminada dia 36 | Eliminada dia 36 | Eliminada dia 36 | Eliminada dia 36 | Eliminada dia 36 | Eliminada dia 36 | Eliminada dia 36 | Eliminada dia 36  |                   |                   |                   |                   |                   |                   |                   |                   |
| Luís       | 10 000 € | -        | 8 350 €         | -               | 0 €              | Eliminado dia 29 | Eliminado dia 29 | Eliminado dia 29 | Eliminado dia 29 | Eliminado dia 29 | Eliminado dia 29 | Eliminado dia 29 | Eliminado dia 29 | Eliminado dia 29 | Eliminado dia 29 | Eliminado dia 29 | Eliminado dia 29  |                   |                   |                   |                   |                   |                   |                   |                   |
| Fábio      | 10 000 € | -        | 8 600 €         | -               | Desistiu dia 25  | Desistiu dia 25  | Desistiu dia 25  | Desistiu dia 25  | Desistiu dia 25  | Desistiu dia 25  | Desistiu dia 25  | Desistiu dia 25  | Desistiu dia 25  | Desistiu dia 25  | Desistiu dia 25  | Desistiu dia 25  | Desistiu dia 25   |                   |                   |                   |                   |                   |                   |                   |                   |
| Paulo      |          | 10 000 € | 9 000 €         | -               | Eliminado dia 22 | Eliminado dia 22 | Eliminado dia 22 | Eliminado dia 22 | Eliminado dia 22 | Eliminado dia 22 | Eliminado dia 22 | Eliminado dia 22 | Eliminado dia 22 | Eliminado dia 22 | Eliminado dia 22 | Eliminado dia 22 | Eliminado dia 22  | Eliminado dia 22  |                   |                   |                   |                   |                   |                   |                   |
| André      | 10 000 € | -        | 3 800 €         | Eliminado 15    | Eliminado 15     | Eliminado 15     | Eliminado 15     | Eliminado 15     | Eliminado 15     | Eliminado 15     | Eliminado 15     | Eliminado 15     | Eliminado 15     | Eliminado 15     | Eliminado 15     | Eliminado 15     | Eliminado 15      | Eliminado 15      |                   |                   |                   |                   |                   |                   |                   |
| Vanessa    |          | 10 000 € | 12 850 €        | Expulsa dia 15  | Expulsa dia 15   | Expulsa dia 15   | Expulsa dia 15   | Expulsa dia 15   | Expulsa dia 15   | Expulsa dia 15   | Expulsa dia 15   | Expulsa dia 15   | Expulsa dia 15   | Expulsa dia 15   | Expulsa dia 15   | Expulsa dia 15   | Expulsa dia 15    | Expulsa dia 15    |                   |                   |                   |                   |                   |                   |                   |
| Catarina   | 10 000 € | -        | Eliminada dia 8 | Eliminada dia 8 | Eliminada dia 8  | Eliminada dia 8  | Eliminada dia 8  | Eliminada dia 8  | Eliminada dia 8  | Eliminada dia 8  | Eliminada dia 8  | Eliminada dia 8  | Eliminada dia 8  | Eliminada dia 8  | Eliminada dia 8  | Eliminada dia 8  | Eliminada dia 8   | Eliminada dia 8   |                   |                   |                   |                   |                   |                   |                   |

(Obs.: valores atualizados através do site oficial do programa)
Legenda
     Montante inicial
     Ganhou dinheiro
     Perdeu dinheiro
     Manteve o dinheiro
     Sem dados disponíveis
     Montante final que ganhou
     Não é concorrente

## Audiências

### Galas
| Semana | Dia                                 | Horário     | Telespectadores | Rating | Share | Posição (no horário) | Referência |
| ------ | ----------------------------------- | ----------- | --------------- | ------ | ----- | -------------------- | ---------- |
| 1      | Domingo, 11 de setembro de 2016     | 21h10-00h25 | 1 187 500       | 12,5%  | 29,7% | 1.º                  | [ 29 ]     |
| 2      | Domingo, 18 de setembro de 2016     | 21h10-23h45 | 988 000         | 10,4%  | 23,2% | 2.º                  | [ 30 ]     |
| 3      | Domingo, 25 de setembro de 2016     | 21h30-23h45 | 1 026 000       | 10,8%  | 24,9% | 3.º                  | [ 31 ]     |
| 4      | Domingo, 2 de outubro de 2016       | 21h30-23h45 | 1 016 000       | 10,5%  | 23,3% | 3.º                  | [ 32 ]     |
| 5      | Domingo, 9 de outubro de 2016       | 21h25-23h45 | 963 400         | 9,9%   | 22,1% | 2.º                  | [ 33 ]     |
| 6      | Domingo, 16 de outubro de 2016      | 21h25-23h45 | 1 064 000       | 11,2%  | 24,6% | 3.º                  | [ 34 ]     |
| 7      | Domingo, 23 de outubro de 2016      | 21h25-23h45 | 1 083 000       | 11,4%  | 25,3% | 3.º                  | [ 35 ]     |
| 8      | Domingo, 30 de outubro de 2016      | 21h25-23h45 | 1 026 000       | 10,6%  | 24,6% | 2.º                  | [ 36 ]     |
| 9      | Domingo, 6 de novembro de 2016      | 21h25-23h45 | 1 134 000       | 11,7%  | 25,5% | 1.º                  | [ 37 ]     |
| 10     | Domingo, 13 de novembro de 2016     | 21h25-23h45 | 1 000 000       | 10,3%  | 23%   | 2.º                  | [ 38 ]     |
| 11     | Domingo, 20 de novembro de 2016     | 21h25-23h45 | 1 062 000       | 11%    | 23,6% | 2.º                  | [ 39 ]     |
| 12     | Domingo, 27 de novembro de 2016     | 21h25-23h45 | 1 083 000       | 11,4%  | 24,8% | 1.º                  | [ 40 ]     |
| 13     | Domingo, 4 de dezembro de 2016      | 21h25-23h45 | 1 043 000       | 10,8%  | 23,2% | 2.º                  | [ 41 ]     |
| 14     | Domingo, 11 de dezembro de 2016     | 21h25-23h45 | 1 053 000       | 10,9%  | 24,3% | 1.º                  | [ 42 ]     |
| 15     | Domingo, 18 de dezembro de 2016     | 21h25-23h45 | 1 102 500       | 11,6%  | 25%   | 1.º                  |            |
| 16     | Sexta-feira, 23 de dezembro de 2016 | 21h25-23h45 | 1 062 000       | 11%    | 26,7% | 2.º                  | [ 43 ]     |
| 17     | Sábado, 31 de dezembro de 2016      | 21h15-01h15 | 1 173 000       | 12,1%  | 34,8% | 1.º                  | [ 44 ]     |

- Nota: Excecionalmente, a Gala de Expulsão da 16.ª semana, aconteceu numa sexta-feira por motivos de Domingo ser noite de natal e ser transmitida uma gala do programa A Tua Cara Não Me é Estranha (4.ª edição).

Legenda
     Valor mais alto
     Valor mais baixo
     Média

### Nomeações
| Semana | Dia                                  | Horário     | Espetadores | Rating | Share | Posição (no dia) | Referência |
| ------ | ------------------------------------ | ----------- | ----------- | ------ | ----- | ---------------- | ---------- |
| 1      | Terça-feira, 13 de setembro de 2016  | 19h15-20h00 | 640 400     | 6,6%   | 18,0% | 15.º             | [ 45 ]     |
| 2      | Terça-feira, 20 de setembro de 2016  | 19h15-20h00 | 522 500     | 5,5%   | 17,1% | 14.º             | [ 46 ]     |
| 3      | Terça-feira, 27 de setembro de 2016  | 19h15-20h00 | 579 500     | 6,1%   | 18%   | 11.º             | [ 47 ]     |
| 4      | Terça-feira, 4 de outubro de 2016    | 19h15-20h00 | 608 000     | 6,4%   | 18,1% | 12.º             | [ 48 ]     |
| 5      | Terça-feira, 11 de outubro de 2016   | 19h30-20h00 | 779 000     | 8,2%   | 19,2% | 10.º             | [ 49 ]     |
| 6      | Terça-feira, 18 de outubro de 2016   | 19h15-20h00 | 798 000     | 8,4%   | 20,3% | 9.º              | [ 50 ]     |
| 7      | Terça-feira, 25 de outubro de 2016   | 19h15-20h00 | 731 500     | 7,7%   | 20,1% | 10.º             | [ 51 ]     |
| 8      | Terça-feira, 1 de novembro de 2016   | 19h15-20h00 | 855 000     | 9%     | 18,8% | 6.º              | [ 52 ]     |
| 9      | Terça-feira, 8 de novembro de 2016   | 19h15-20h00 | 703 000     | 7,4%   | 17,4% | 8.º              | [ 53 ]     |
| 10     | Terça-feira, 15 de novembro de 2016  | 19h15-20h00 | 750 500     | 7,9%   | 18,7% | 8.º              | [ 54 ]     |
| 11     | Terça-feira, 22 de novembro de 2016  | 19h15-20h00 | 741 000     | 7,8%   | 18,4% | 8.º              | [ 55 ]     |
| 12     | Terça-feira, 29 de novembro de 2016  | 19h15-20h00 | 798 000     | 8,4%   | 19,7% | 9.º              | [ 56 ]     |
| 13     | Terça-feira, 6 de dezembro de 2016   | 19h15-20h00 | 750 500     | 7,9%   | 18,4% | 8.º              | [ 57 ]     |
| 14     | Quarta-feira, 14 de dezembro de 2016 | 19h15-20h00 | 826 500     | 8,7%   | 20,3% | 9.º              | [ 58 ]     |
| 15     | Terça-feira, 20 de dezembro de 2016  | 19h15-20h00 | 816 500     | 8,6%   | 20,8% | 10.º             |            |
| 16     | Terça-feira, 27 de dezembro de 2016  | 19h15-20h00 | 855 000     | 9%     | 19,8% | 10.º             | [ 59 ]     |

- Nota: Excecionalmente, as nomeações da 14.ª semana decorreram numa quarta-feira, por motivo da realização da "Gala das Estrelas" da TVI acontecer na terça-feira.[60]
- Nota: Na terça-feira, dia 27 de Dezembro, ao invés de acontecerem as habituais nomeações, aconteceu a última expulsão desta edição e ficaram assim encontrados os 5 finalistas.